# Avellanosa de Muñó
Avellanosa de Muñó és un municipi de la província de Burgos a la comunitat autònoma de Castella i Lleó. Forma part de la comarca de l'Arlanza. Inclou els nuclis de:
- Torrecitores del Enebral
- Paúles del Agua
- Pinedillo

## Demografia
| 1991 | 1996 | 2001 | 2004 |
| ---- | ---- | ---- | ---- |
| 205  | 175  | 152  | 145  |